# Parantica siris
Parantica siris är en fjärilsart som beskrevs av Hans Fruhstorfer 1915. Parantica siris ingår i släktet Parantica och familjen praktfjärilar. Inga underarter finns listade i Catalogue of Life.